# Thorogobius ephippiatus
Espèce
Statut de conservation UICN

 LC  : Préoccupation mineure
Le Gobie léopard (Thorogobius ephippiatus) est un poisson marin démersal de la famille des Gobiidés.

## Répartition et habitat
Est-Atlantique le long du littoral européen du Skagerrak (Baltique) à Madère en passant par les îles Canaries et le pourtour méditerranéen.

## Biologie
C'est une espèce cryptobenthique des zones côtières qui apprécie les parois verticales et surplombs rocheux, ou les crevasses. Il vit jusqu'à une profondeur de 6 à 12 m, et plus rarement jusqu'à 40 m de fond.

### Alimentation
Il mange des crustacés (copépodes, amphipodes, décapodes), des polychètes, de petits gastéropodes et des algues qu'il broute sur le substrat rocheux.

### Reproduction
La femelle peut pondre en Europe du Nord jusqu'à 12 000 œufs

## Menaces, statut
Vulnérabilité modérée.